# رجب بويا
رجب بويا (ولد 20/6/1946م كرنيسا – محافظة كلينا - كوسوفا) رئيس المشيخة الإسلامية (الهيئة الإسلامية في بريشتينا) ومفتي كوسوفا، وسفيرها لاحقا في السعودية.

## النشأة
ولد لأسرة مسلمة عريقة متوسطة الحال، تعلم الابتدائية والإعدادية في مسقط رأسه ثم انتقل إلى السعودية حتى تلقى الدكتوراه بالجامعة الإسلامية بالمدينة المنورة ثم رجع إلى كوسوفا فتولى وظيفة الإمامة والخطابة في مدينة بييا بجامع الأحمر فاشتهر ثم عين مدرسا في مدرسة علاء الدين الثانوية الشرعية الوحيدة في كوسوفا.

## المناصب
- 1990م انتخب رئيسا للمشيخة الإسلامية وأعيد انتخابه ثلاث فترات (أي أكثر من 13 عاما) لهذا المنصب خلال أصعب الفترات (1990-2003) ومفتى جمهورية كوسوفا سابقا
- 1992م عين عميدا لكلية الدراسات الإسلامية (بريشتينا) حتى الآن. وخلال الفترة الرئاسية شارك في أكثر من 150 مؤتمرا وملتقا وندوة واجتماعا
- مستشار لوزير الصحة الكوسوفي
- منسق الرسمي للأعمال الخيرية والإنسانية لدى الدول العربية
- عضو في المجلس الأعلى العالمي للمساجد برابطة العالم الإسلامي
- عضو في المجلس الانتقالي الكوسوفي الذي شكلته هيئة الأمم سابقا
- عضو في الرئاسة الدينية بسرايفو سابقا في وحدة اليوغسلافية
- عضو في مجلس شورى أوروآسيا سابقا الذي ترأسه تركيا
- القائم بالأعمال لجمهورية كوسوفا بالرياض، وفي 8/5/2012 عين سفيرا بالرياض.

## المؤلفات
- كتاب الألبانيون (الأرناووط) والإسلام بالعربية
- كتاب المسلمون في يوغسلافيا السابقة بالعربية
- كتاب لغد الأفضل بالألبانية
- كتاب دولة الإمارت عطاء ونماء في جمهورية كوسوفا بالعربية